# Kopanina (Kraków)
Kopanina – obszar Krakowa wchodzący w skład Dzielnicy XVIII Nowa Huta. W 1951 roku ówczesna wieś została przyłączona do miasta Krakowa.